# Canton du Val d'Ariège
Le canton du Val d'Ariège est une circonscription électorale française du département de l'Ariège créée par le décret du 18 février 2014 et entrée en vigueur lors des élections départementales de 2015.

## Histoire
Un nouveau découpage territorial de l'Ariège entre en vigueur à l'occasion des élections départementales de mars 2015, défini par le décret du 18 février 2014, en application des lois du 17 mai 2013 (loi organique 2013-402 et loi 2013-403). Les conseillers départementaux sont, à compter de ces élections, élus au scrutin majoritaire binominal mixte. Les électeurs de chaque canton élisent au Conseil départemental, nouvelle appellation du Conseil général, deux membres de sexe différent, qui se présentent en binôme de candidats. Les conseillers départementaux sont élus pour 6 ans au scrutin binominal majoritaire à deux tours, l'accès au second tour nécessitant 12,5 % des inscrits au 1er tour. En outre la totalité des conseillers départementaux est renouvelée. Ce nouveau mode de scrutin nécessite un redécoupage des cantons dont le nombre est divisé par deux avec arrondi à l'unité impaire supérieure si ce nombre n'est pas entier impair, assorti de conditions de seuils minimaux. Dans l'Ariège, le nombre de cantons passe ainsi de 22 à 13.
Le canton du Val d'Ariège est formé de communes des anciens cantons de Foix-Rural (13 communes) et de Varilhes (15 communes). Avec ce redécoupage administratif, le territoire du canton s'affranchit des limites d'arrondissements, avec 13 communes incluses dans l'arrondissement de Foix et 15 dans l'arrondissement de Pamiers. Le bureau centralisateur est situé à Varilhes.

## Représentation
| Période élective | Période élective | Mandat | Mandat   | Identité        | Nuance | Nuance | Qualité                                                         |
| ---------------- | ---------------- | ------ | -------- | --------------- | ------ | ------ | --------------------------------------------------------------- |
| 2015             | 2021             | 2015   | 2021     | Martine Esteban |        | PS     | Ancien cadre Maire de Varilhes                                  |
| 2015             | 2021             | 2015   | 2021     | Jean-Paul Ferré |        | PS     | Ancien chef d'entreprise Maire de Vernajoul                     |
| 2021             | 2028             | 2021   | en cours | Martine Esteban |        | PS     | Maire de Varilhes                                               |
| 2021             | 2028             | 2021   | en cours | Jean-Paul Ferré |        | PS     | Maire de Vernajoul, 1er Vice-Président du conseil départemental |

### Résultats détaillés

#### Élections de mars 2015
À l'issue du 1er tour des élections départementales de 2015, deux binômes sont en ballottage : Martine Esteban et Jean-Paul Ferré (PS, 42,58 %) et Marcel Lopez et Kathy Wersinger (DVG, 22,19 %). Le taux de participation est de 52,81 % (5 724 votants sur 10 838 inscrits) contre 55,65 % au niveau départemental et 50,17 % au niveau national.
Au second tour, Martine Esteban et Jean-Paul Ferré (PS) sont élus avec 60 % des suffrages exprimés et un taux de participation de 49,41 % (2 612 voix pour 5 356 votants et 10 839 inscrits).

#### Élections de juin 2021
Le premier tour des élections départementales de 2021 est marqué par un très faible taux de participation (33,26 % au niveau national). Dans le canton du Val d'Ariège, ce taux de participation est de 41,63 % (4 682 votants sur 11 248 inscrits) contre 42,44 % au niveau départemental. À l'issue de ce premier tour, deux binômes sont en ballottage : Martine Esteban et Jean-Paul Ferre (PS, 53,6 %) et Bérengère Carrie et Pascal Garriga (RN, 18,7 %).
Le second tour des élections est marqué une nouvelle fois par une abstention massive équivalente au premier tour. Les taux de participation sont de 34,3 % au niveau national, 43,46 % dans le département et 40,92 % dans le canton du Val d'Ariège. Martine Esteban et Jean-Paul Ferre (PS) sont élus avec 76,5 % des suffrages exprimés (3 204 voix pour 4 603 votants et 11 248 inscrits),,.

## Composition
Le canton du Val d'Ariège comprenait vingt-huit communes entières à sa création.
| Nom                              | Code Insee | Intercommunalité         | Superficie (km2) | Population (dernière pop. légale) | Densité (hab./km2) | Modifier                                    |
| -------------------------------- | ---------- | ------------------------ | ---------------- | --------------------------------- | ------------------ | ------------------------------------------- |
| Varilhes (bureau centralisateur) | 09324      | CA L'Agglo Foix-Varilhes | 11,76            | 3 491 (2022)                      | 297                | modifier les données · modifier les données |
| Arabaux                          | 09013      | CA L'Agglo Foix-Varilhes | 4,59             | 80 (2022)                         | 17                 | modifier les données · modifier les données |
| Baulou                           | 09044      | CA L'Agglo Foix-Varilhes | 14,62            | 165 (2022)                        | 11                 | modifier les données · modifier les données |
| Bénac                            | 09049      | CA L'Agglo Foix-Varilhes | 2,80             | 174 (2022)                        | 62                 | modifier les données · modifier les données |
| Le Bosc                          | 09063      | CA L'Agglo Foix-Varilhes | 25,57            | 114 (2022)                        | 4,5                | modifier les données · modifier les données |
| Brassac                          | 09066      | CA L'Agglo Foix-Varilhes | 24,33            | 621 (2022)                        | 26                 | modifier les données · modifier les données |
| Burret                           | 09068      | CA L'Agglo Foix-Varilhes | 4,96             | 44 (2022)                         | 8,9                | modifier les données · modifier les données |
| Calzan                           | 09072      | CA L'Agglo Foix-Varilhes | 3,99             | 45 (2022)                         | 11                 | modifier les données · modifier les données |
| Cazaux                           | 09090      | CA L'Agglo Foix-Varilhes | 7,37             | 45 (2022)                         | 6,1                | modifier les données · modifier les données |
| Coussa                           | 09101      | CA L'Agglo Foix-Varilhes | 7,71             | 278 (2022)                        | 36                 | modifier les données · modifier les données |
| Crampagna                        | 09103      | CA L'Agglo Foix-Varilhes | 10,02            | 952 (2022)                        | 95                 | modifier les données · modifier les données |
| Dalou                            | 09104      | CA L'Agglo Foix-Varilhes | 7,66             | 784 (2022)                        | 102                | modifier les données · modifier les données |
| Gudas                            | 09137      | CA L'Agglo Foix-Varilhes | 10,73            | 197 (2022)                        | 18                 | modifier les données · modifier les données |
| L'Herm                           | 09138      | CA L'Agglo Foix-Varilhes | 14,67            | 189 (2022)                        | 13                 | modifier les données · modifier les données |
| Loubens                          | 09173      | CA L'Agglo Foix-Varilhes | 11,73            | 277 (2022)                        | 24                 | modifier les données · modifier les données |
| Loubières                        | 09174      | CA L'Agglo Foix-Varilhes | 2,90             | 359 (2022)                        | 124                | modifier les données · modifier les données |
| Malléon                          | 09179      | CA L'Agglo Foix-Varilhes | 6,78             | 79 (2022)                         | 12                 | modifier les données · modifier les données |
| Montégut-Plantaurel              | 09202      | CA L'Agglo Foix-Varilhes | 18,95            | 319 (2022)                        | 17                 | modifier les données · modifier les données |
| Pradières                        | 09234      | CA L'Agglo Foix-Varilhes | 6,79             | 124 (2022)                        | 18                 | modifier les données · modifier les données |
| Saint-Félix-de-Rieutord          | 09258      | CA L'Agglo Foix-Varilhes | 6,77             | 469 (2022)                        | 69                 | modifier les données · modifier les données |
| Saint-Jean-de-Verges             | 09264      | CA L'Agglo Foix-Varilhes | 12,73            | 1 288 (2022)                      | 101                | modifier les données · modifier les données |
| Saint-Martin-de-Caralp           | 09269      | CA L'Agglo Foix-Varilhes | 9,16             | 375 (2022)                        | 41                 | modifier les données · modifier les données |
| Ségura                           | 09284      | CA L'Agglo Foix-Varilhes | 8,77             | 194 (2022)                        | 22                 | modifier les données · modifier les données |
| Serres-sur-Arget                 | 09293      | CA L'Agglo Foix-Varilhes | 17,73            | 772 (2022)                        | 44                 | modifier les données · modifier les données |
| Ventenac                         | 09327      | CA L'Agglo Foix-Varilhes | 19,62            | 235 (2022)                        | 12                 | modifier les données · modifier les données |
| Vernajoul                        | 09329      | CA L'Agglo Foix-Varilhes | 9,08             | 710 (2022)                        | 78                 | modifier les données · modifier les données |
| Verniolle                        | 09332      | CA L'Agglo Foix-Varilhes | 11,26            | 2 381 (2022)                      | 211                | modifier les données · modifier les données |
| Vira                             | 09340      | CA L'Agglo Foix-Varilhes | 5,28             | 158 (2022)                        | 30                 | modifier les données · modifier les données |
| Canton du Val d'Ariège           | 0913       |                          | 298,33           | 14 919 (2022)                     | 50                 | modifier les données                        |

## Démographie
En 2022, le canton comptait 14 919 habitants, en évolution de +4,31 % par rapport à 2016 (Ariège : +1,48 %, France hors Mayotte : +2,11 %).
| 2013   | 2018   | 2022   |
| ------ | ------ | ------ |
| 14 100 | 14 430 | 14 919 |